# Presqu'île de Roscanvel
La presqu'île de Roscanvel correspond à la branche nord de la croix formée par la presqu'île de Crozon et correspond au territoire de la commune de Roscanvel qui lui a donné son nom.

## Géographie

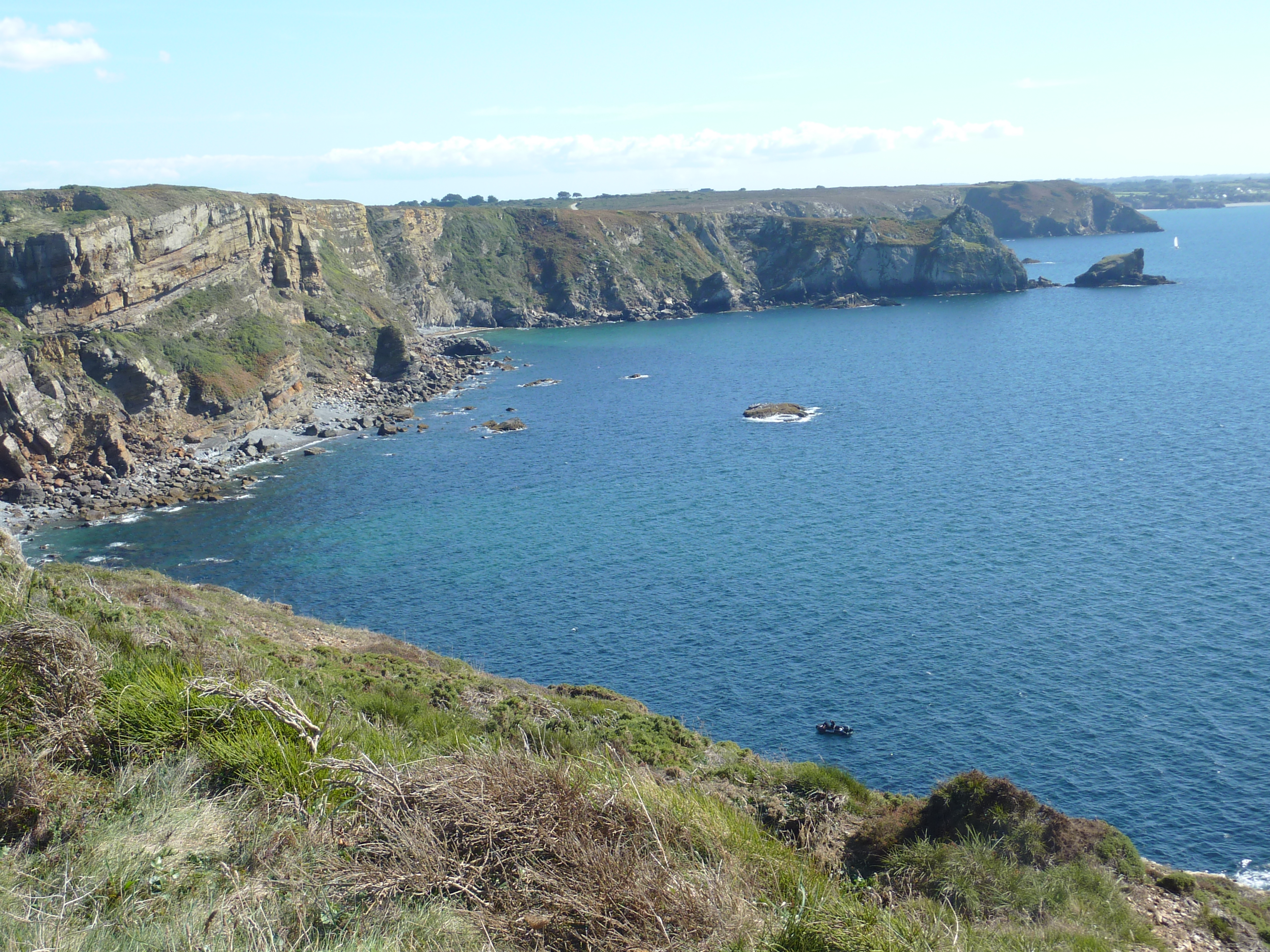
Falaises de la côte ouest de la presqu'île de Roscanvel vues du fort de l'îlot des Capucins

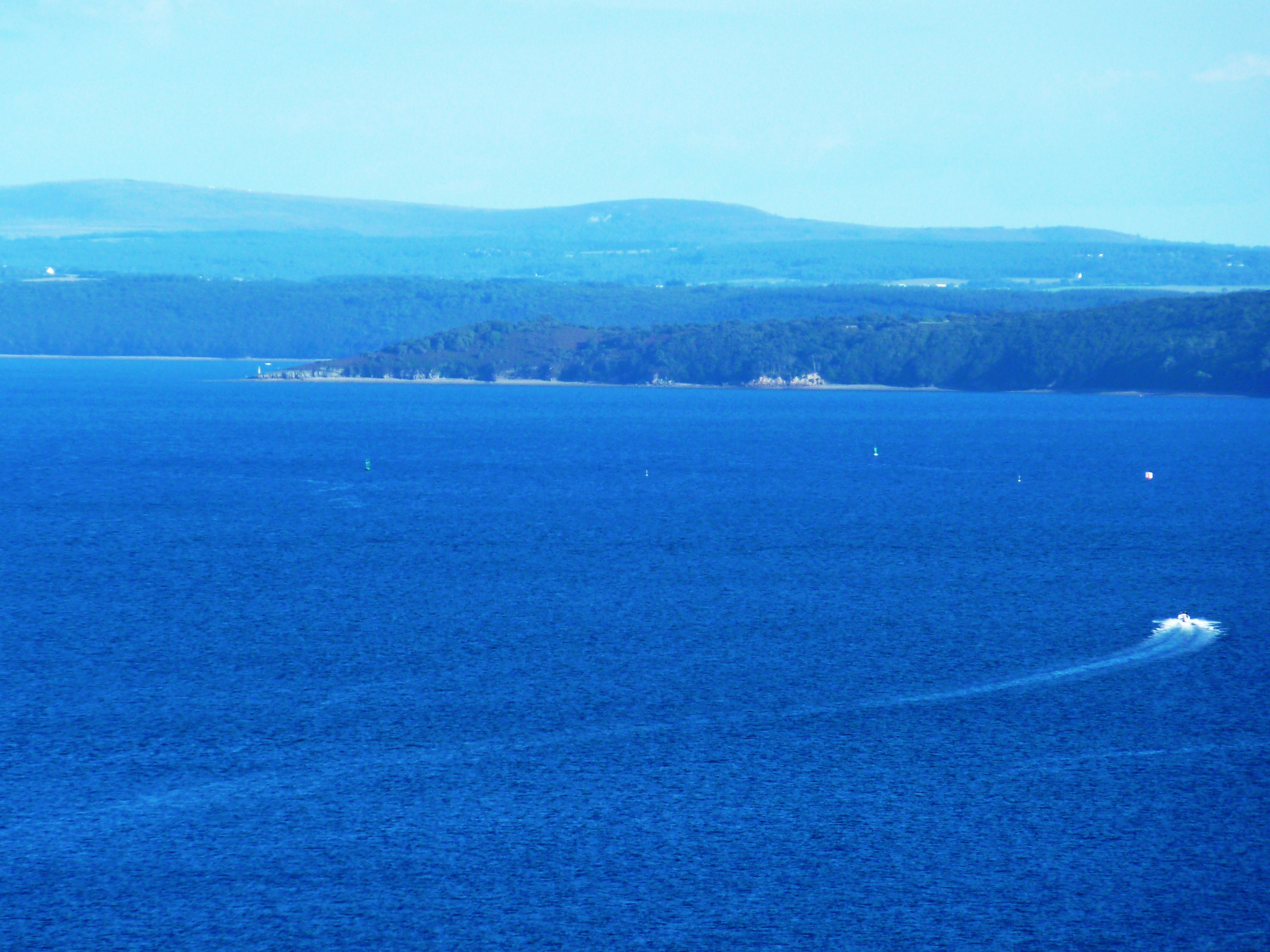
Landévennec et le Ménez Hom vus de la pointe des Espagnols (partie sud de la rade de Brest

### Situation
Fermée par un isthme de 1,3 km de large seulement (son étroitesse étant accentuée par l'étang de Kervian, ancienne baie marine endiguée, qui communique avec la mer par un déversoir) et bordée sur la totalité de son pourtour long de 16 km de hautes falaises donnant à l'est sur la rade de Brest, à l'ouest sur la mer d'Iroise (anse de Camaret), au nord sur le goulet de Brest qu'elle domine au niveau de la pointe des Espagnols, les 907 ha de la presqu'île de Roscanvel sont désormais totalement abandonnés par les activités agricoles.
Le bourg de Roscanvel s'est développé en site d'abri, protégé des vents d'ouest, côté est de la presqu'île, face à la partie sud de la rade de Brest.

### Site géologique d'intérêt départemental

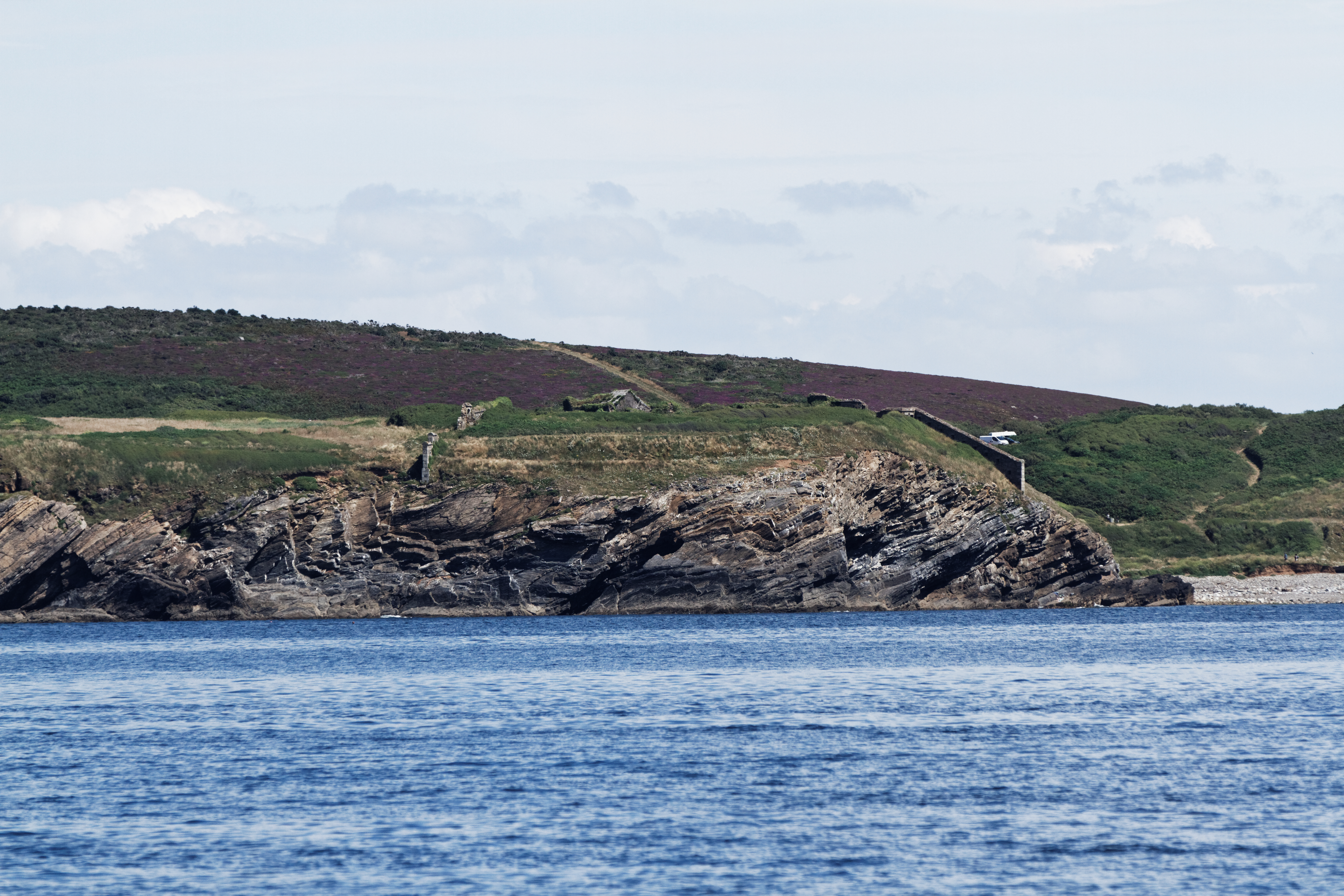
Plis asymétriques au niveau du Fort de la Fraternité.

Les hautes falaises de la presqu'île de Roscanvel sont en grande partie issues de la Formation des Schistes et Quartzites de Plougastel. Cette formation géologique se caractérise par des alternances de schistes et de quartzites souvent verdâtres, de puissance variable, de quelques centimètres à plusieurs mètres. Les figures sédimentaires n'y sont pas abondantes (quelques glissements sous-aquatiques à la pointe Tremet, stratifications obliques,
chenaux d'érosion » à la pointe Sainte-Barbe)  mais ces formations sont caractérisées par la présence de traces d'activité animale (bilobites, terriers).
Entre la pointe Tremet et la pointe des Capucins, les falaises de l'Îlot du Diable et du Fort de la Fraternité sont un site classé depuis le 16 janvier 1978. Le passage de la Formation des Schistes et Quartzites de Plougastel aux Grès de Landévennec et aux schistes et quartzites de l’Armorique peut y être observé en diverses localités. La formation de Landévennec, essentiellement arénacée et de teinte claire, débute par 20 à 25 m de grès parfois ferrugineux et de quartzites, en bancs souvent métriques, à joints schisteux réduits ou absents : ce sont les Grès de Kerdéniel. Elle se poursuit par un ensemble de grès à liant phylliteux ou ferrugineux et de quartzites clairs en petits bancs. Elle présente des figures sédimentaires à divers niveaux (stratifications entrecroisées, lits d'accumulation de fossiles et figures de bioturbation) et des fossiles (coraux tabulés). Le site montre un des rares affleurements de calcaires du dévonien (calcaires gréseux bioclastiques dans la partie supérieure de la formation). L'altération des Grès de Landévennec conduit souvent à de véritables sables jaunes ou roux et à des argiles claires et bariolées. Une série de plis asymétriques dans ces formations est représentatifs du style tectonique régional.
La presqu'île constitue un site géologique d'intérêt départemental, pour ces formations dans les falaises.

## Histoire

### Un site défensif remarquable
L'histoire de la presqu'île est dominée par les préoccupations défensives liées à la proximité du port de guerre de Brest dont il fallait sécuriser les accès en prévenant les tentatives de débarquement et d'invasion, d'où la multiplication des ouvrages militaires sur la presqu'île.
La route des fortifications permet de faire le tour de la presqu'île en passant par la plupart des forts, casernes et batteries, désormais ouverts au tourisme.
- la ligne de défense de Quélern (1,3 km) reliant les deux rives, depuis la rade de Brest jusqu’à la mer d'Iroise, barre complètement l'accès terrestre à la presqu'île avec la Caserne Sourdis, à la pointe de Tremet[8]
- le Fort de la Fraternité (1796)[9]
- le Fort des Capucins sur l'îlot éponyme
- la batterie de Cornouaille[10] (ou Fort de Cornouaille)
- Fort-Robert[11] et Fort du Stiff[12], à la pointe des Espagnols

Les premiers ouvrages de défense de la rade de Brest furent pensés par Vauban. Ils ont été renforcés par des ajouts durant les deux siècles suivants. Pendant la première moitié du XXe siècle, un petit chemin de fer de service à voie très étroite (écartement de 60 cm), sur lequel circulait un train Decauville desservait les ouvrages militaires du littoral de la presqu'île de Roscanvel. Pendant la Seconde Guerre mondiale, les Allemands  transformèrent ce système de défense en l'adaptant aux nécessités militaires du moment.

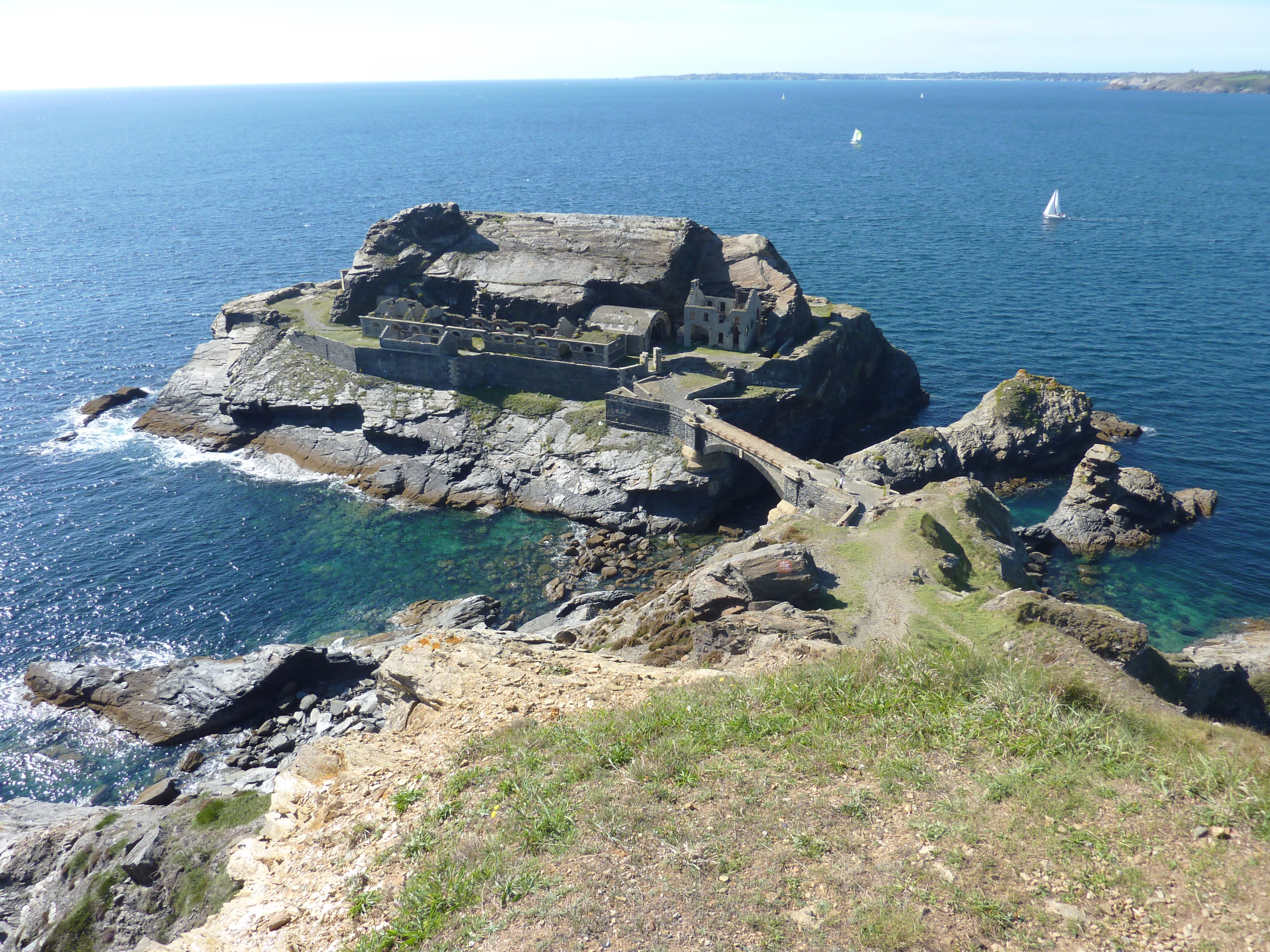
L'îlot et le Fort des Capucins
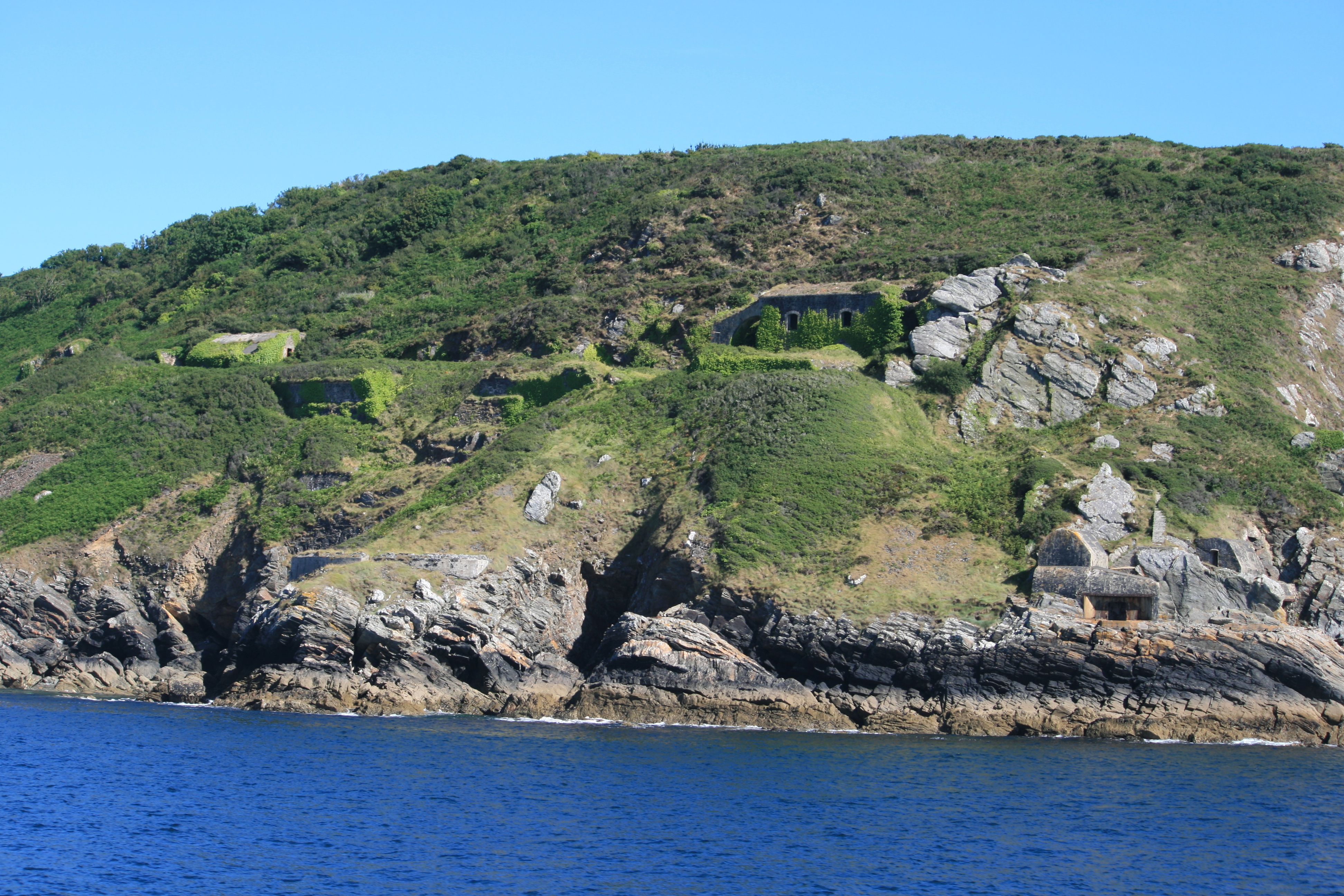
La pointe Robert et le Fort Robert
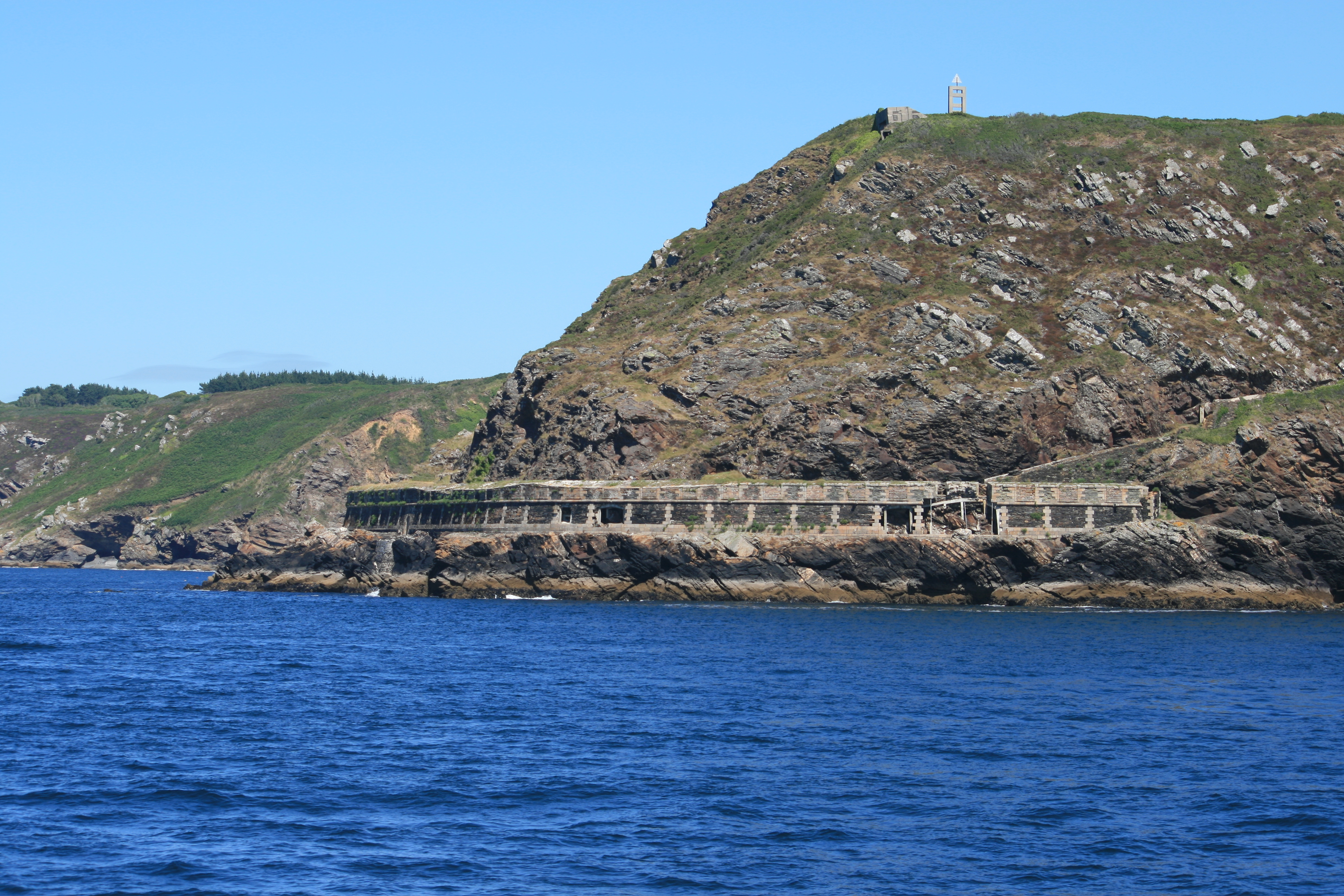
Pointe de Cornouaille (batterie basse de Cornouaille)
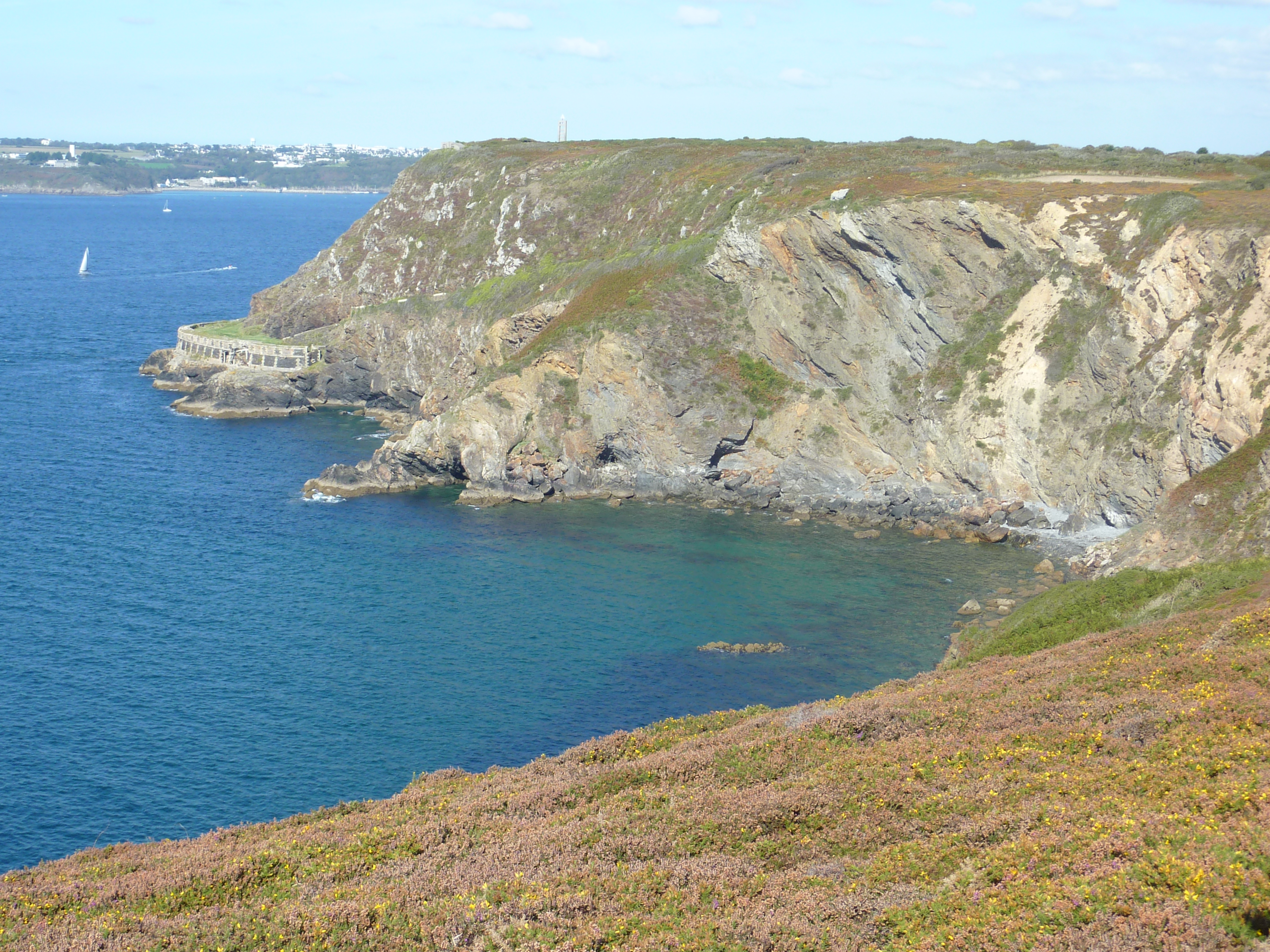
La batterie de Cornouaille
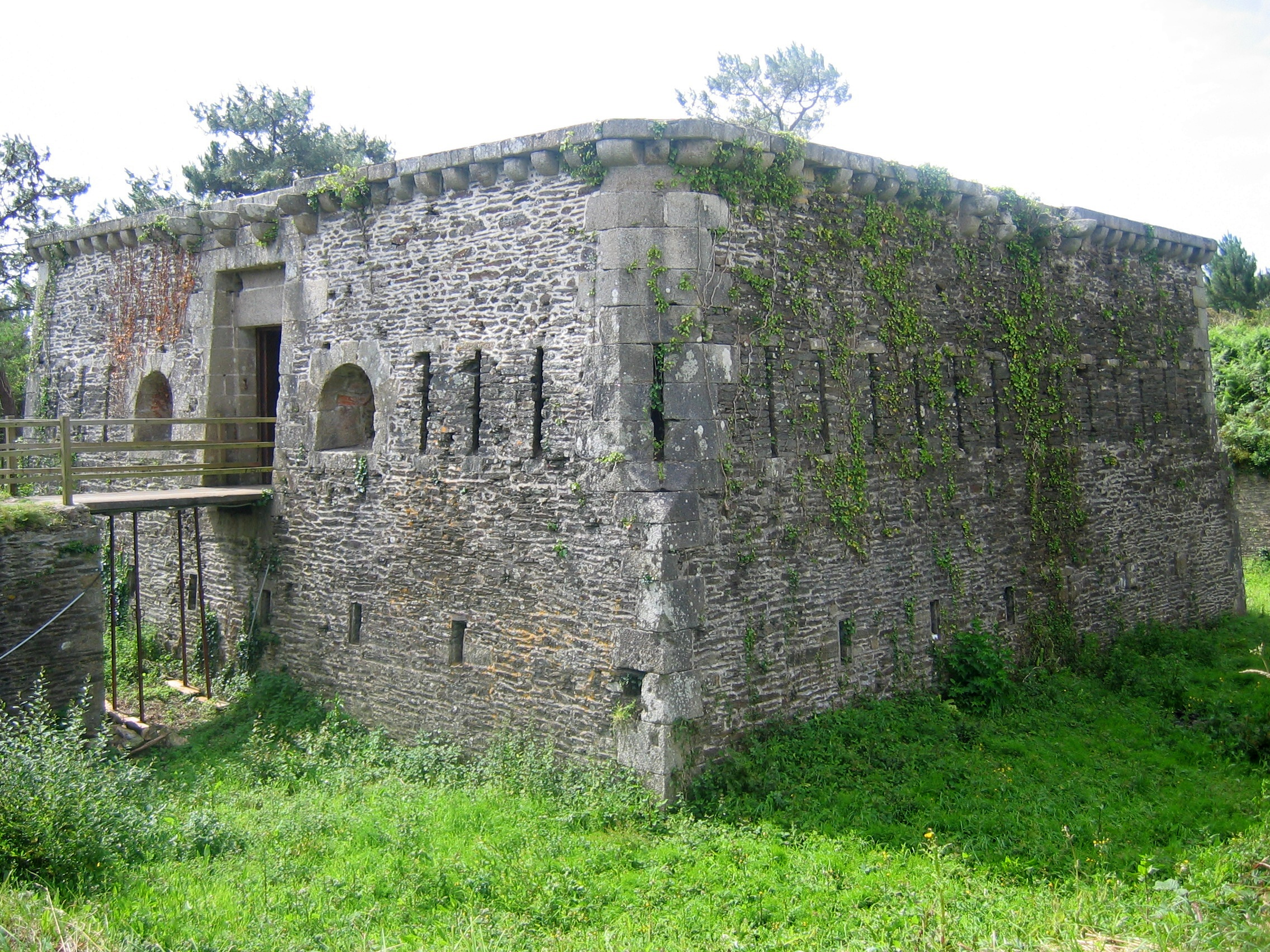
Pointe des Espagnols (Tour-modèle no 1 type 1811)
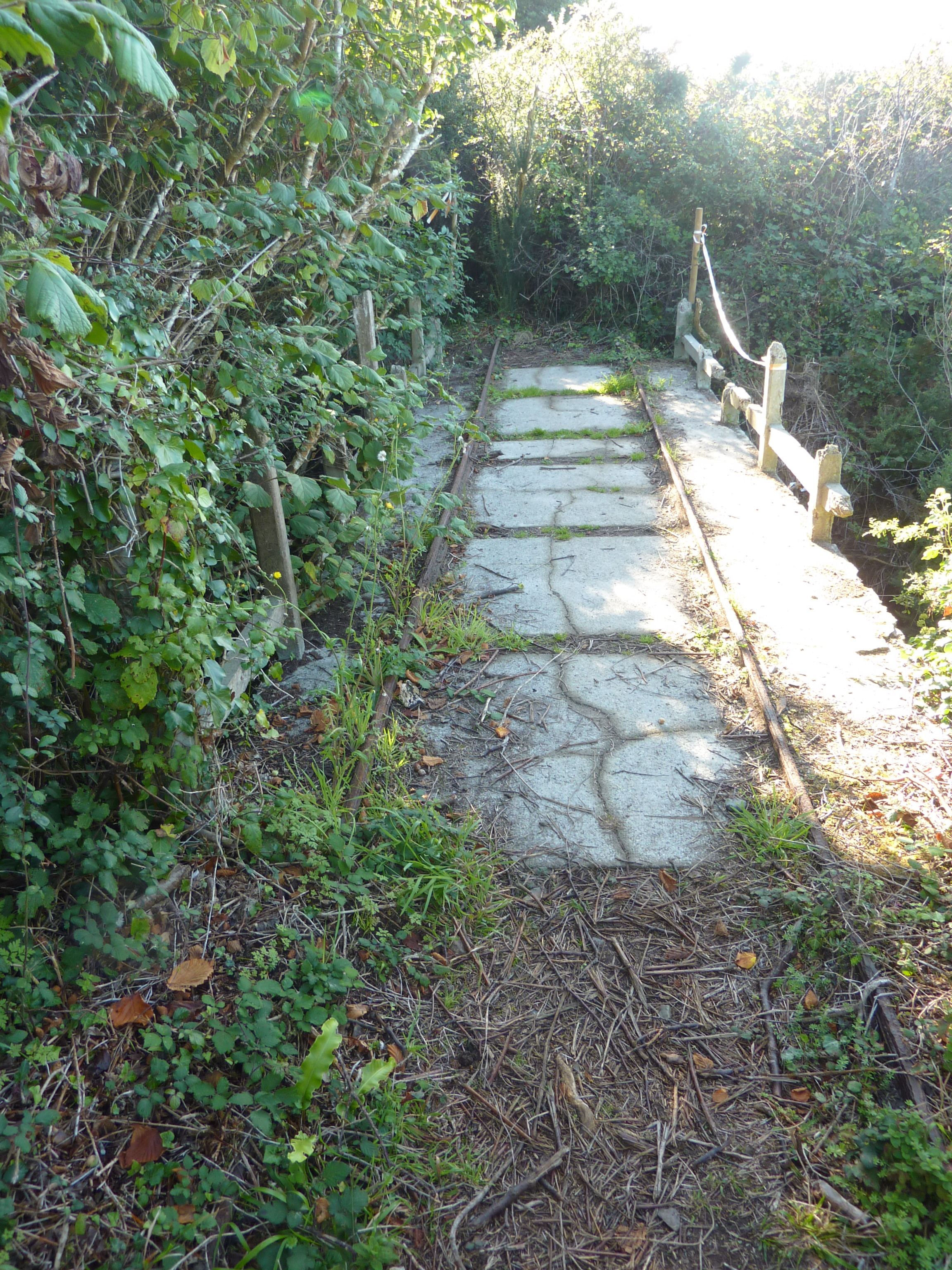
Restes de la voie ferrée pour train Decauville qui desservait les forts du littoral

### Les trois combats principaux survenus dans la presqu'île

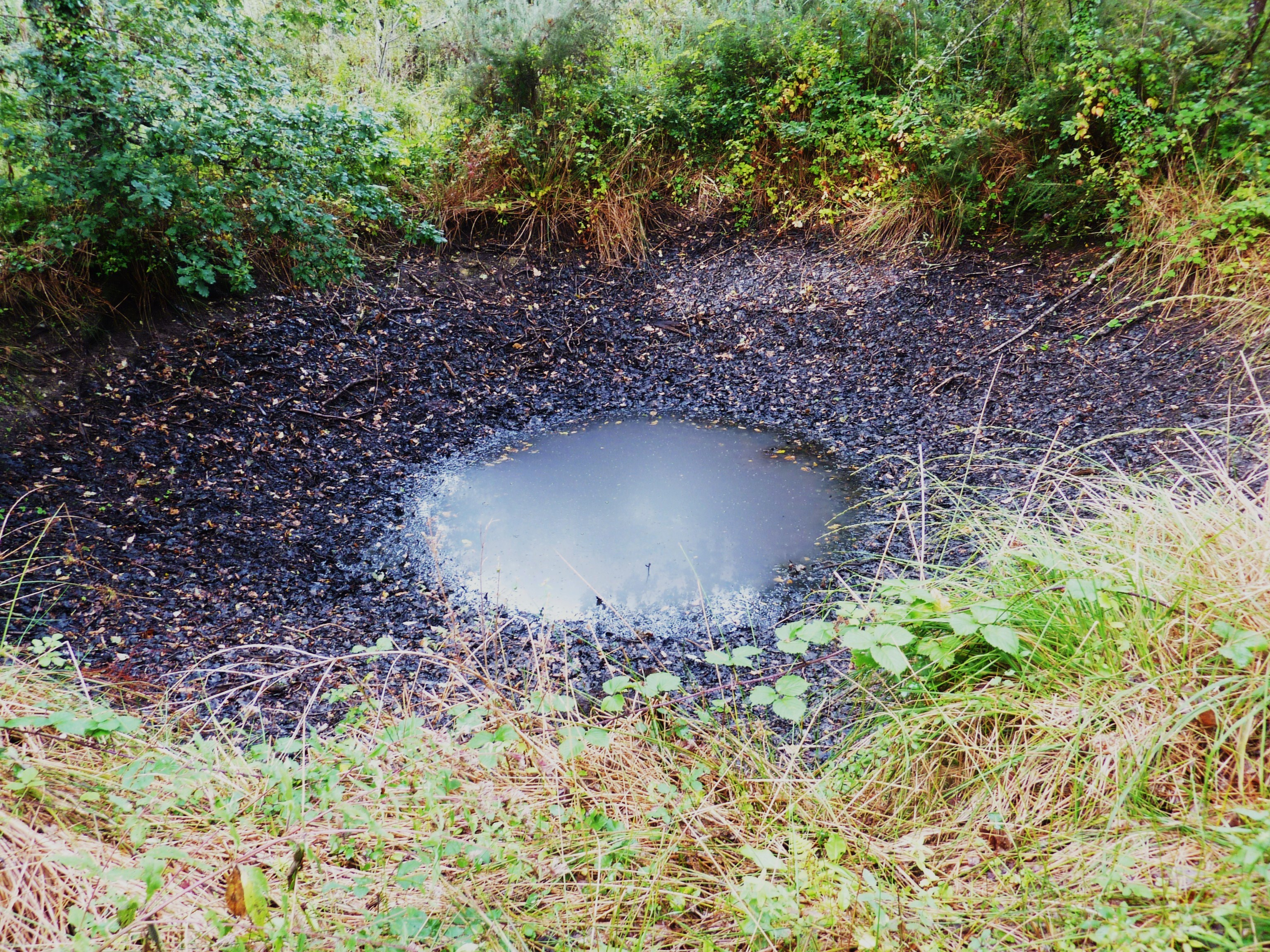
Trou de bombe datant de la Seconde Guerre mondiale comme il en existe des centaines encore visibles à Roscanvel

- 1594 : le débarquement de troupes espagnoles[13] à la pointe nord de la presqu'île pendant les guerres de la Ligue pour aider les ligueurs et leur chef, le duc de Mercœur fut vite repoussé. La pointe des Espagnols doit son nom à cet événement.
- 1694 : une tentative de débarquement anglo-hollandais a lieu à Camaret et sur la plage de Trez-Rouz. Elle échoue mais a joué un rôle décisif dans l'édification, alors à peine commencée par Vauban, des fortifications dans la presqu'île[14].
- 1944 : alors que le général allemand Von Mosel négocie à Brest les conditions de sa reddition (qui survient le 18 septembre 1944), le général Ramcke se retranche le 16 septembre dans la presqu'île de Crozon et installe son quartier général dans la batterie haute du fort des Capucins. Il se rend le 19 septembre aux troupes américaines[15].

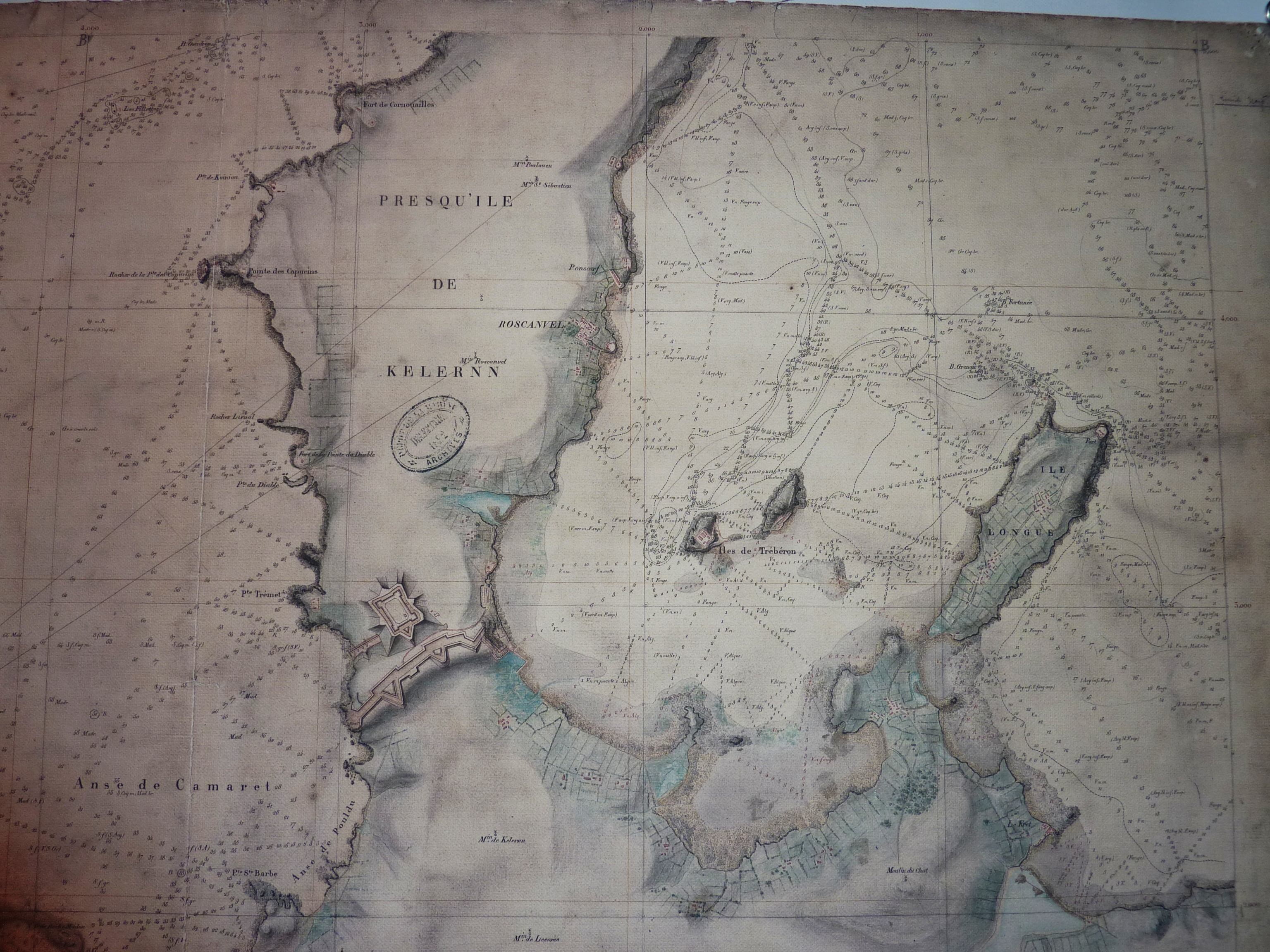
Carte de la Presqu'île de Quélern (Presqu'île de Roscanvel) par Charles-François Beautemps-Beaupré (1817)
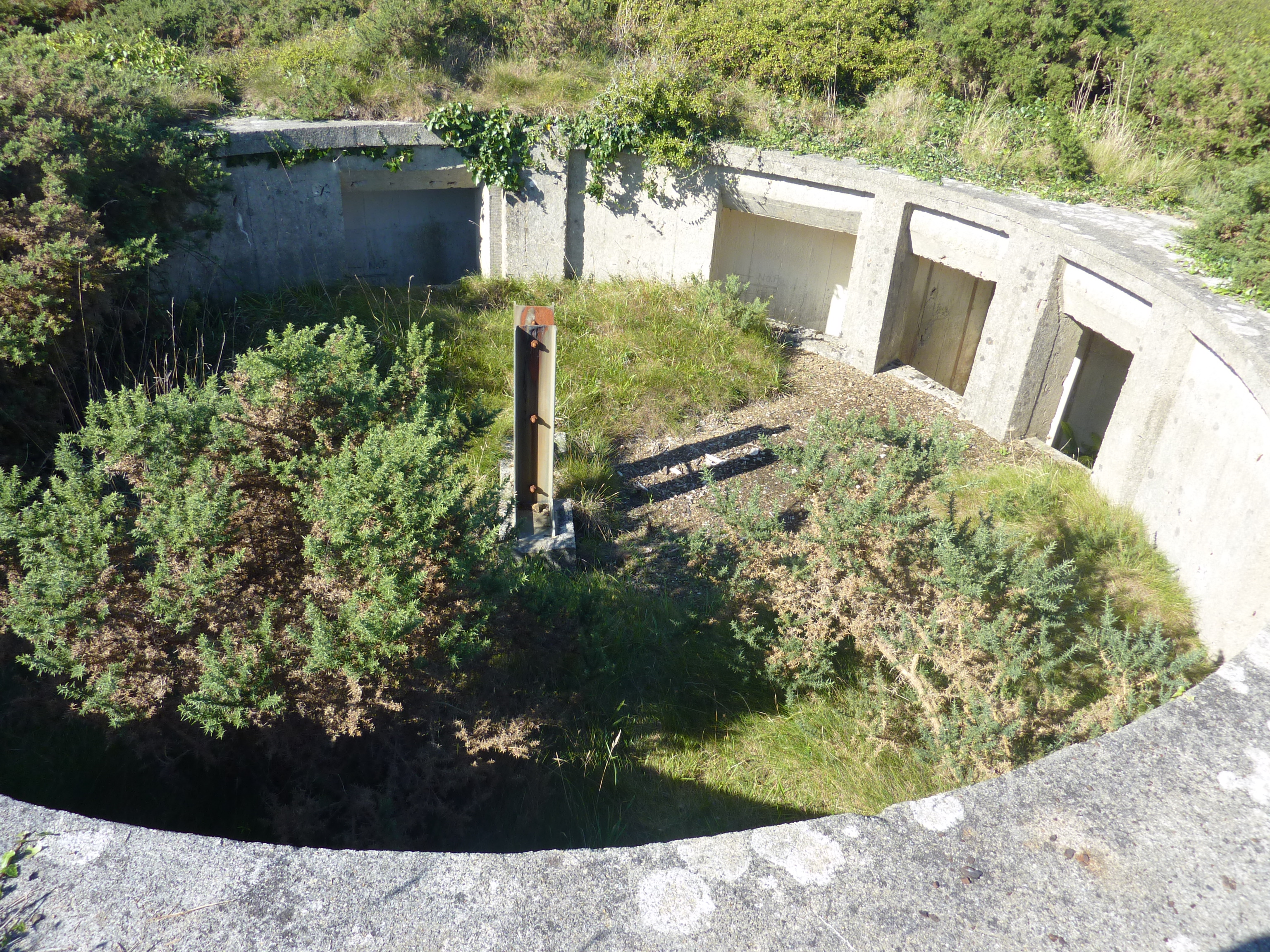
Vestiges de la tourelle d'un canon allemand près de la batterie de Cornouaille
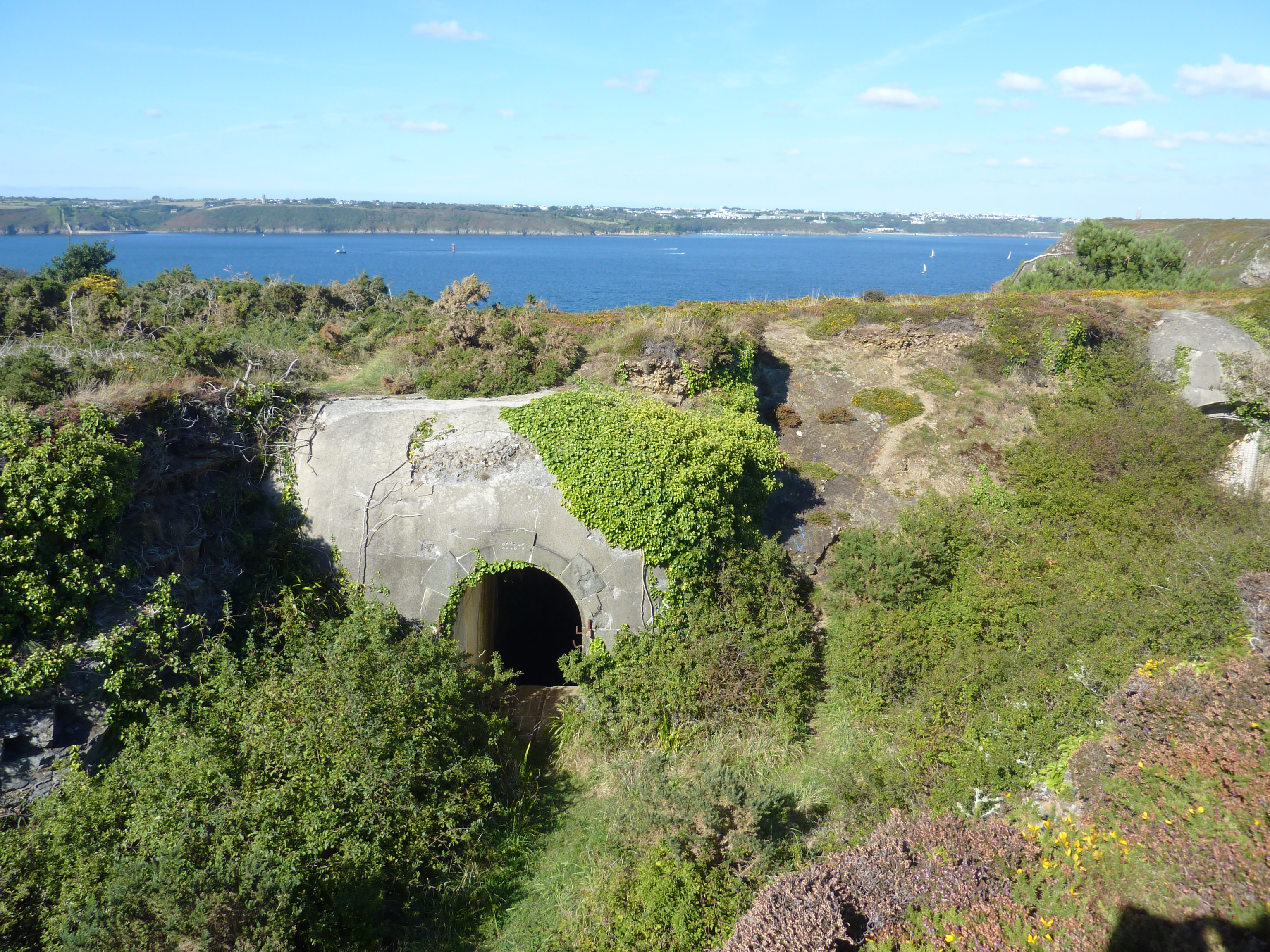
Blockhaus allemand près du fort de Cornouaille
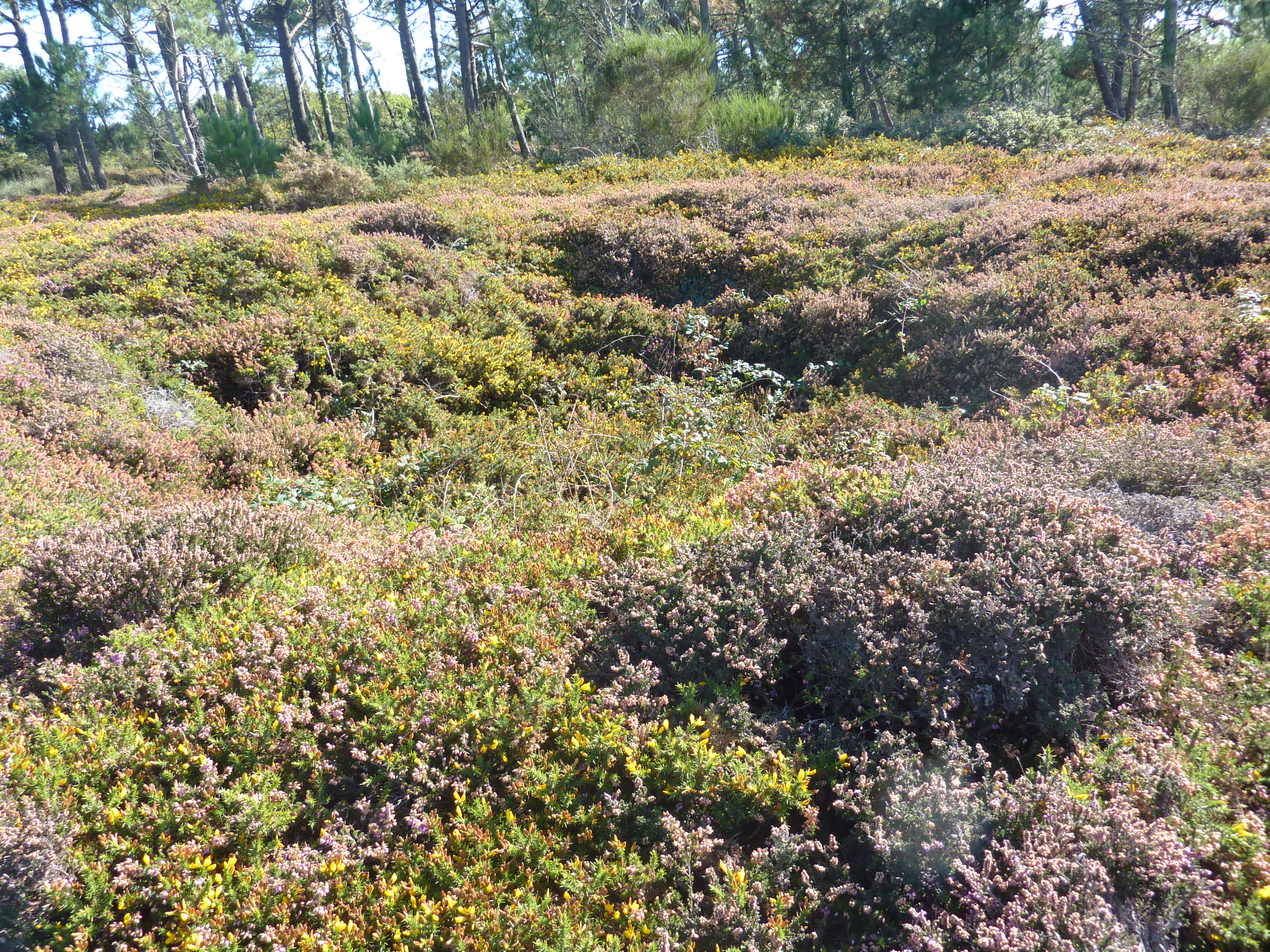
Trou de bombe recolonisé par la lande dans la presqu'île de Roscanvel (près de la batterie de Cornouaille)
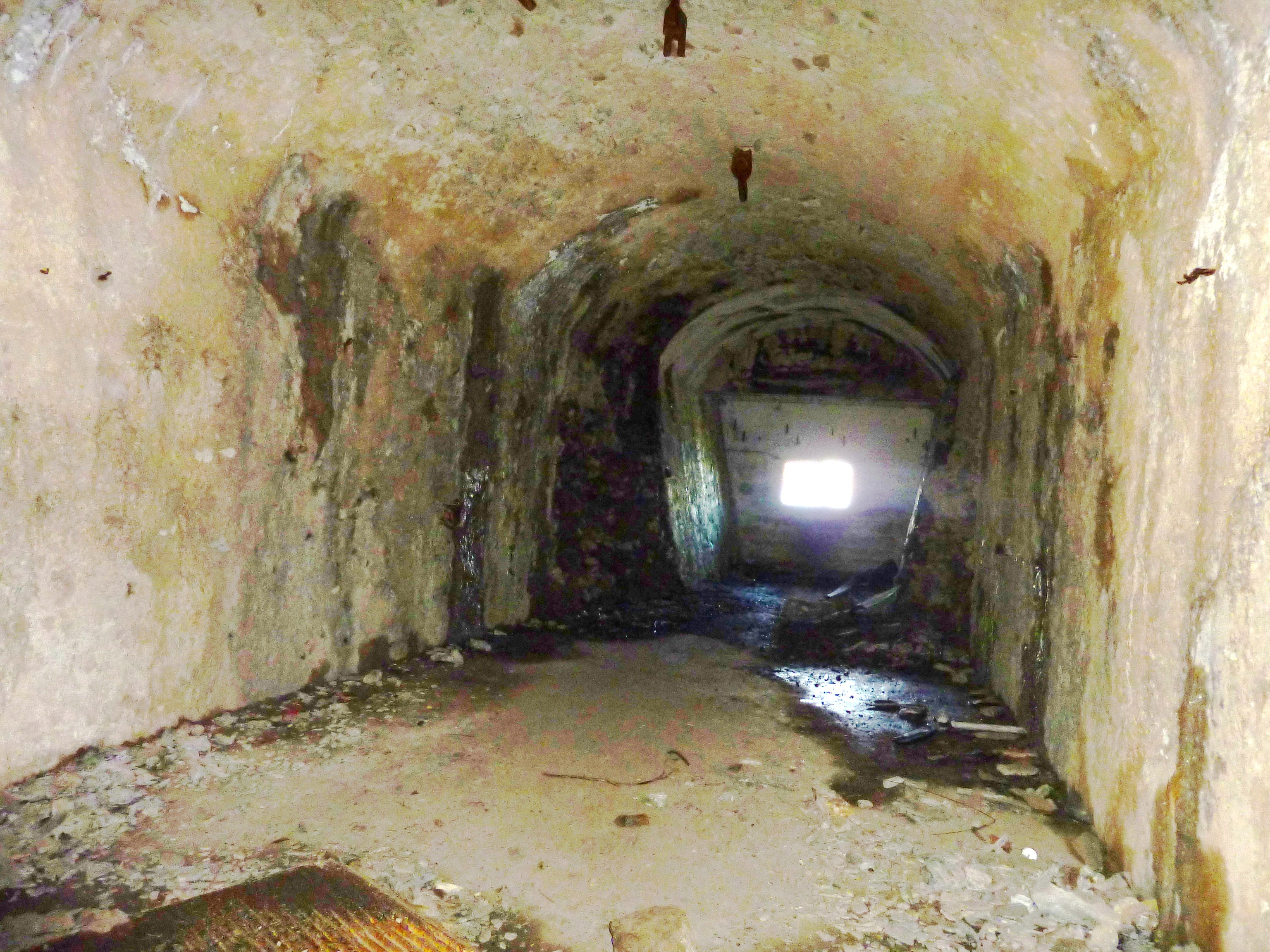
Vue intérieure des bâtiments enterrés de la batterie de la pointe des Espagnols (réaménagement allemand)
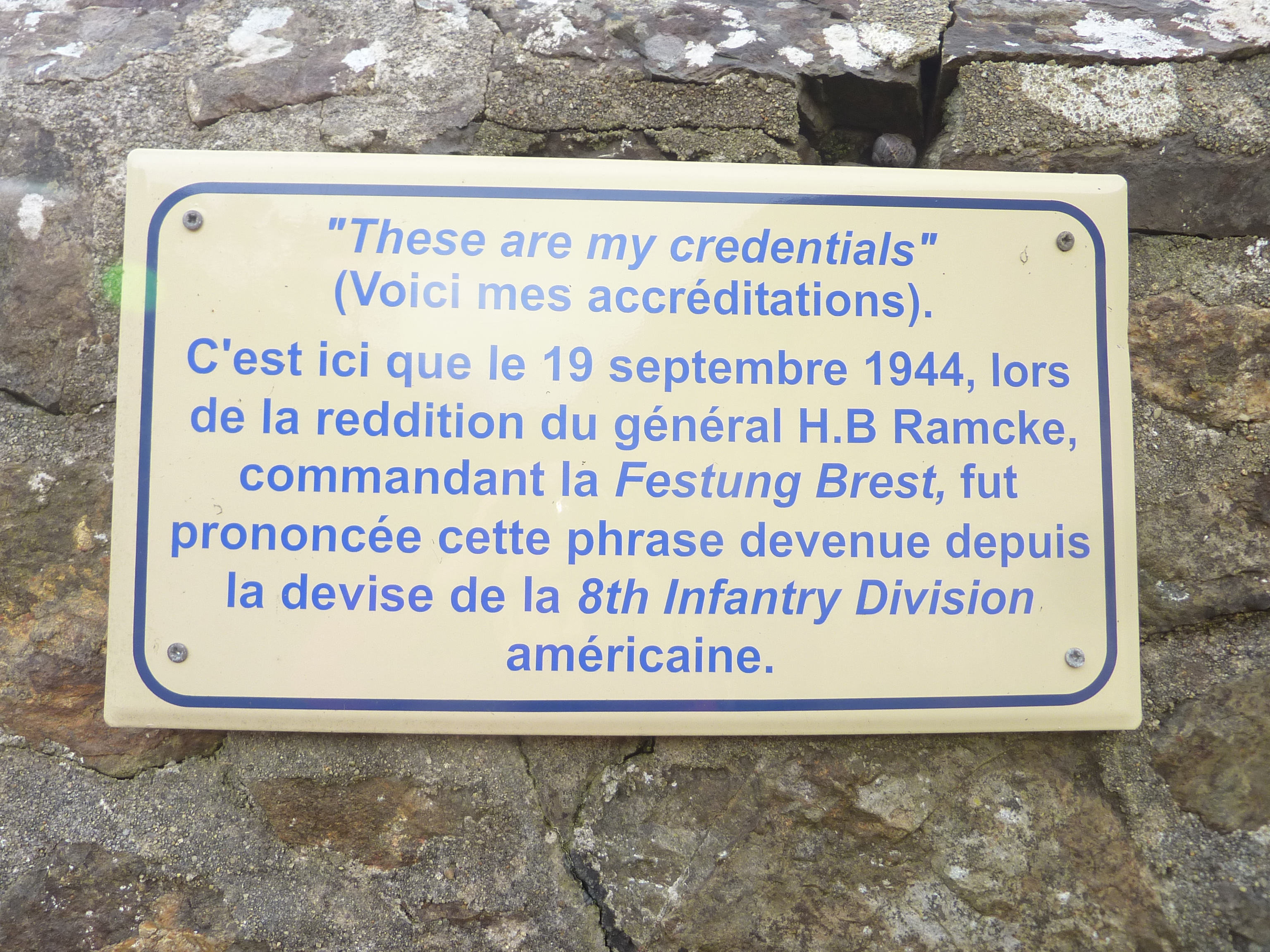
Plaque commémorative de la reddition du général Ramcke le 19 septembre 1944 (soute à munitions près du Fort des Capucins)